# Moncucco Torinese
Moncucco Torinese (Moncuch in piemontese) è un comune italiano di 860 abitanti della provincia di Asti in Piemonte, al confine con la città metropolitana di Torino.

## Storia
Zona già abitata dai romani dove probabilmente c'era un tempio dedicato a Giove, mentre l'attuale abitato è di origine medievale nato intorno alla pieve di San Giorgio di Vergnano citata nei documenti del XIII secolo come Montis Jovis o Mons Iovis. Moncucco è citato per la prima volta come Montecuch nel diploma che confermava i possedimenti di Guglielmo V del Monferrato da parte dell'imperatore Federico Barbarossa emanato a Belforte nel 1164. 
Nel 1258 il signore di Montecucco sottoscrisse una convenzione con il comune di Chieri per una difesa del suo castello da parte del comune chierese. Nel 1290 il castello di Montecucco venne occupato dalle truppe del comune di Chieri a cui rimase per più di un secolo, fino a quando nel 1396 passò sotto il possesso di Teodoro II marchese del Monferato. Nel 1631 con il trattato di Cherasco passò sotto i Savoia come parte della provincia di Asti. Con l'occupazione francese entrò a far parte del dipartimento del Tanaro nel 1799 nella Repubblica Piemontese e poi dal 1801 al 1805 nella Repubblica Subalpina annessa nel 1802 all'Impero Napoleonico.

Nel 1799 i moncucchesi avevano chiesto inutilmente di essere annessi al dipartimento dell'Eridano con capoluogo Torino, con la riorganizzazione nel 1805 il comune passò sotto il circondario di Asti del dipartimento di Marengo dove rimase fino alla caduta di Napoleone. Nel 1818 il comune passò sotto la riorganizzata provincia di Asti che venne nuovamente soppressa e trasformata in circondario della provincia di Alessandria con il decreto Rattazzi del ministro dell'interno sardo (nativo di Alessandria) Urbano Rattazzi.
 Nel 1863 gli abitanti di Moncucco decisero di aggiungere l'aggettivo "Torinese" per rimarcare i legami con Torino e nel 1935 il comune entrò a far parte della neonata provincia di Asti.

### Simboli
Lo stemma e il gonfalone del comune di Moncucco Torinese sono stati concessi con il decreto del presidente della Repubblica dell'8 gennaio 1999.
Lo stemma riprende i blasoni delle principali famiglie nobili che dominarono il paese nel corso dei secoli: i Signori di Moncucco, i Solaro e i Grisella di Rosignano.
Il gonfalone è un drappo rettangolare di bianco.

## Monumenti e luoghi d'interesse
È sede di un castello, con corte centrale, affiancato da torri e passaggio di ronda conservato. Inserito nel circuito Castelli Aperti, ospita il Museo del Gesso. Fu edificato nel XIV secolo, ma ha subito sostanziali modifiche nei secoli successivi.
La chiesa parrocchiale ha una facciata dell'architetto Giuseppe Maria Talucchi (1810) e l'altare maggiore di Filippo Juvarra.

## Società

### Evoluzione demografica
In cento anni, a partire dall'anno 1921, si è assistito ad un dimezzamento dei residenti nel territorio comunale.
Abitanti censiti

## Amministrazione
Lista Civica
Sindaco (Italia) /sindaco/
"2019"
"In carica"
| Periodo | Periodo | Primo cittadino    | Partito      | Carica  | Note       |
| ------- | ------- | ------------------ | ------------ | ------- | ---------- |
| 1971    | 1992    | Domenico Casalegno | lista civica | sindaco |            |
| 1992    | 1995    | Giovanni Crosetto  | lista civica | sindaco |            |
| 1995    | 1999    | Giovanni Crosetto  | lista civica | sindaco | II mandato |
| 1999    | 2004    | Gianpaolo Fassino  | lista civica | sindaco |            |
| 2004    | 2009    | Gianpaolo Fassino  | lista civica | sindaco | II mandato |
| 2009    | 2014    | Nicola Grande      | lista civica | sindaco |            |
| 2014    | 2019    | Luigi Rigon        | lista civica | sindaco |            |

## Galleria d'immagini

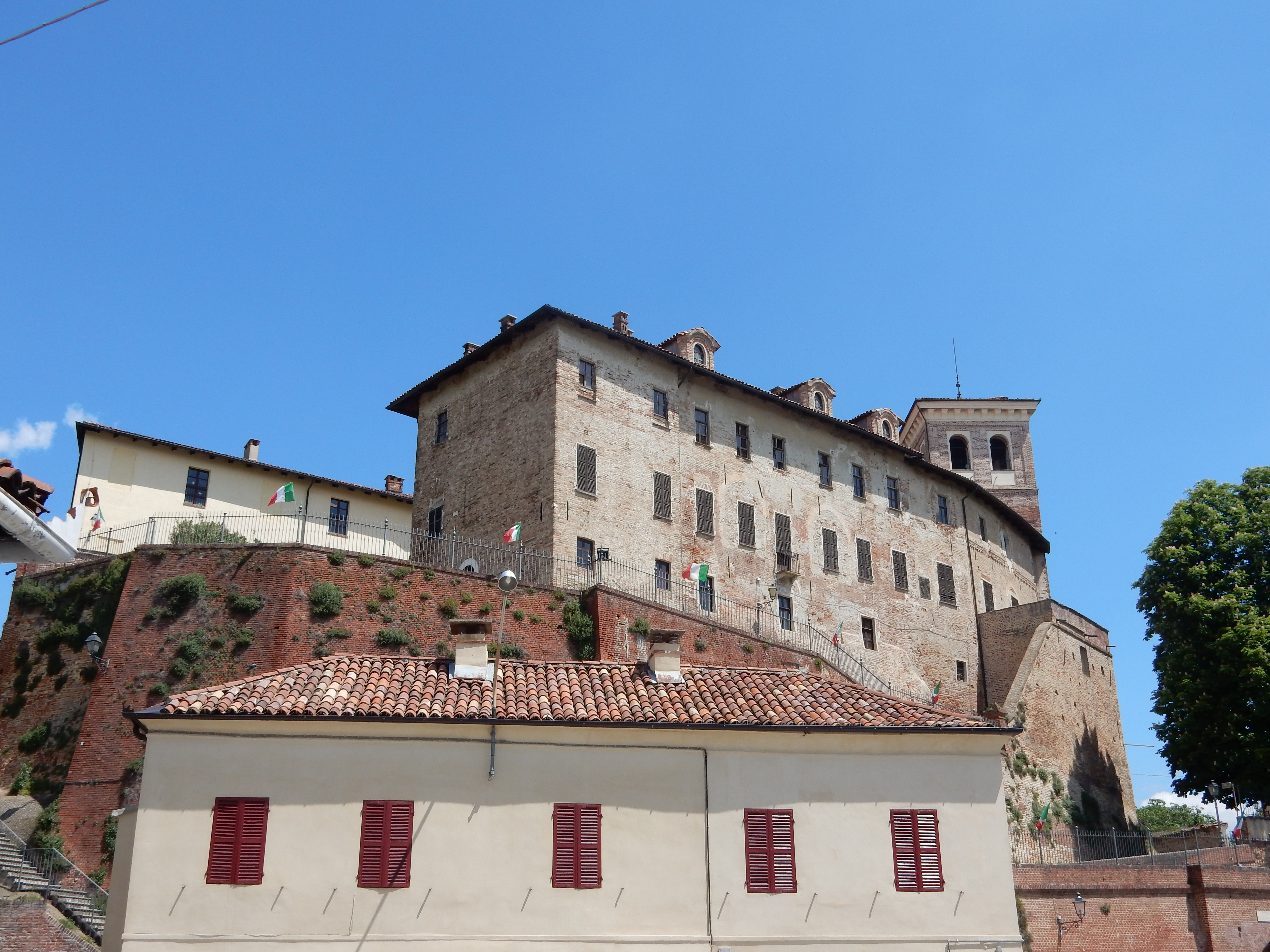
Castello di Moncucco Torinese
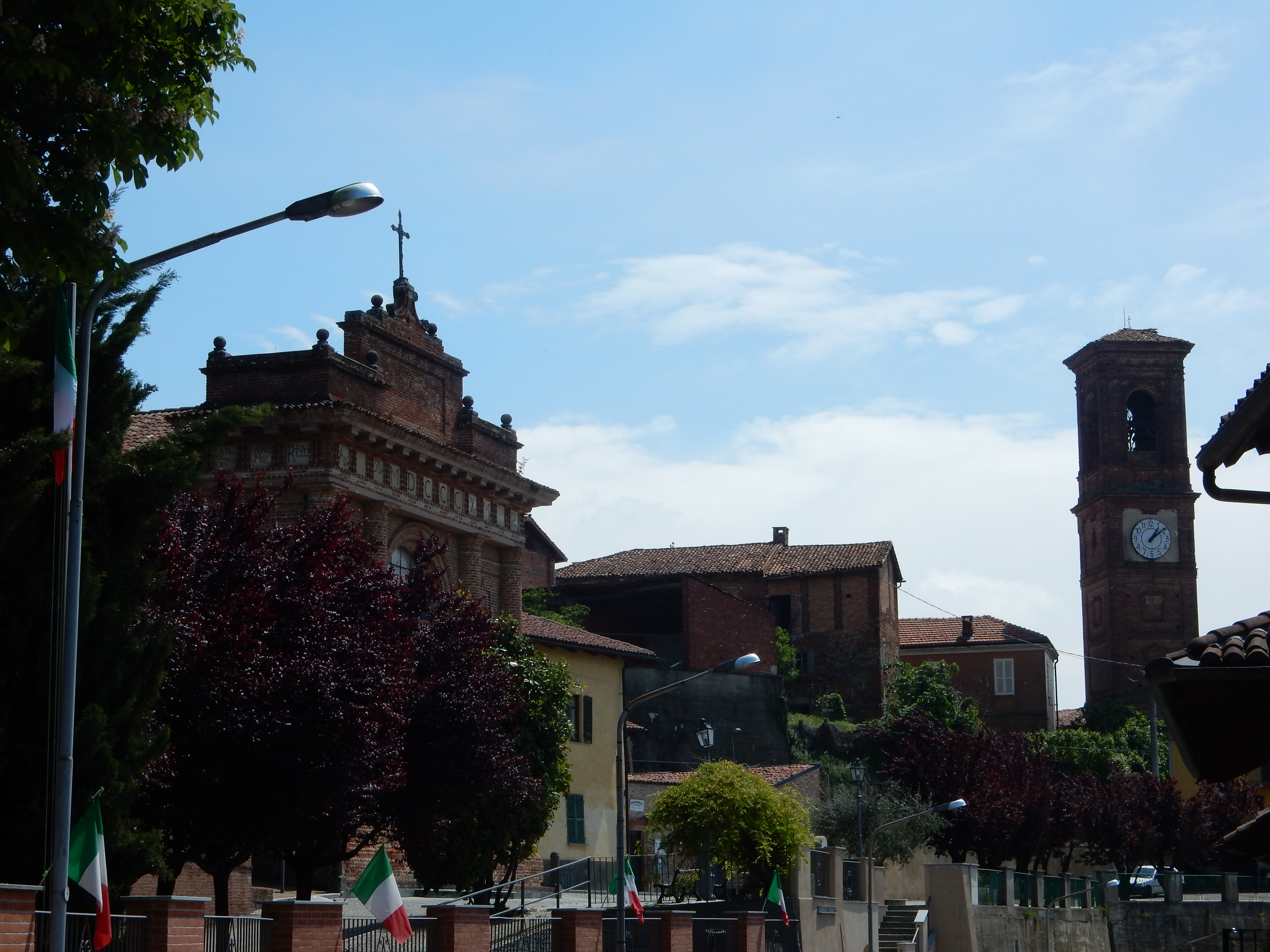
Veduta della chiesa parrocchiale
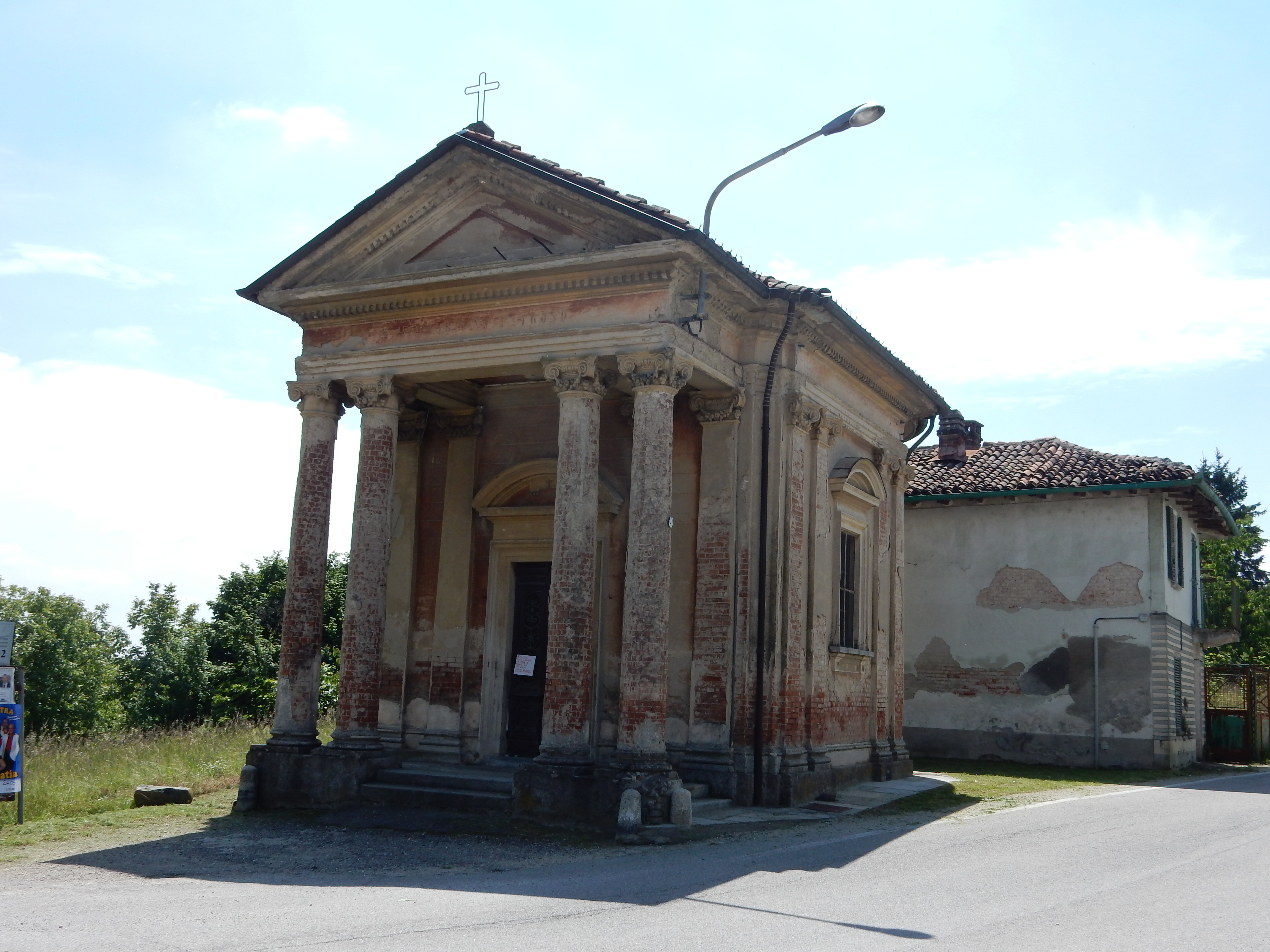
Tempietto all'ingresso del paese